# طفیل (بعلبک)
طفیل (به عربی: طفیل) یک منطقهٔ مسکونی در لبنان است که در شهرستان بعلبک واقع شده‌است.